# Camptochaeta cruciata
Camptochaeta cruciata är en tvåvingeart som beskrevs av Heikki Hippa och Pekka Vilkamaa 1994. Camptochaeta cruciata ingår i släktet Camptochaeta och familjen sorgmyggor.
Artens utbredningsområde är Italien. Inga underarter finns listade i Catalogue of Life.